# Деревнины
Деревнины — древний русский дворянский род.

## История рода
Богдан Деревнин служил в детях боярских по Брянску (1605). Никита Назарьевич владел поместьем в Рязанском уезде (1616). Никифор Яковлевич вёрстан новичным окладом по Брянску (1628). Антону Деревнину прибавлено жалование за Белёвскую службу (1635). Гаврила Фёдорович дьяк приказа Холопьего суда (1682), думный дьяк (1689—1692).
Четыре представителя рода владели населёнными имениями (1699).

## Известные представители
- Деревнин Фёдор — дьяк (1676), дьяк в приказе Большого Дворца (1677).
- Деревнин Гаврила — дьяк (1676).
- Деревнин Прокофий Фёдорович — подьячий мастерской палаты (1681), дьяк (1692), воевода на Двине (1693—1695).
- Деревнин Василий Фёдорович — стольник царицы Прасковьи Фёдоровны (1692).
- Деревнин Иван Никифорович — московский дворянин (1692)[2][3].